# Eloy Teruel
Teruel  Rovira est un nom espagnol. Le premier nom de famille, en général paternel, est Teruel ; le second, en général maternel, souvent omis, est Rovira.
Eloy Teruel Rovira, né le 20 novembre 1982 à Murcie, est un coureur cycliste espagnol. Il prend part à des compétitions sur piste et sur route et possède plusieurs titres de champion d'Espagne à son palmarès. Il a aussi gagné trois médailles en course aux points lors des championnats du monde de cyclisme sur piste.

## Palmarès sur piste

### Championnats du monde
- København 2010
  - 8e de la poursuite par équipes
- Minsk 2013
  -  Médaillé d'argent de la course aux points
  - 4e de la poursuite par équipes
- Cali 2014
  -  Médaillé de bronze de la course aux points
  - 5e de la poursuite par équipes
- Saint-Quentin-en-Yvelines 2015
  -  Médaillé d'argent de la course aux points
  - 10e de la poursuite par équipes
- Londres 2016
  - 12e de la course aux points
- Hong Kong 2017
  - 13e de la poursuite par équipes[1]
  - 17e de la course aux points[2]
- Apeldoorn 2018
  - 8e de la course aux points[3]
  - 16e de la poursuite par équipes[4]

### Coupe du monde
- 2008-2009
  - 2e de la course aux points à Manchester
  - 2e de la poursuite par équipes à Melbourne
  - 3e de la course aux points à Melbourne
- 2009-2010
  - 2e de la poursuite par équipes à Manchester
- 2010-2011
  - 3e de la poursuite par équipes à Cali
  - 3e de la poursuite par équipes à Manchester
- 2014-2015
  - 1er de la course aux points à Londres

### Championnats d'Europe
- Apeldoorn 2013
  -  Médaillé de bronze de la course aux points
- Baie-Mahault 2014
  -  Médaillé d'argent du scratch

### Championnats nationaux
| - 2002 - 3e du championnat d'Espagne de poursuite espoirs - 2005 - 2e du championnat d'Espagne du scratch - 3e du championnat d'Espagne de poursuite individuelle - 2006 - 2e du championnat d'Espagne du scratch - 2e du championnat d'Espagne de poursuite par équipes - 2007 - Champion d'Espagne du scratch - 2e du championnat d'Espagne de poursuite par équipes - 2008 - 2e du championnat d'Espagne de course aux points - 2e du championnat d'Espagne du scratch - 3e du championnat d'Espagne de poursuite par équipes - 2009 - 2e du championnat d'Espagne de poursuite par équipes - 3e du championnat d'Espagne du scratch - 3e du championnat d'Espagne de course aux points - 2010 - Champion d'Espagne de poursuite par équipes - 2e du championnat d'Espagne de course aux points - 3e du championnat d'Espagne de l'omnium - 2011 - 2e du championnat d'Espagne de poursuite par équipes - 2e du championnat d'Espagne de course aux points - 3e du championnat d'Espagne de poursuite individuelle - 3e du championnat d'Espagne de l'américaine - 3e du championnat d'Espagne de l'omnium | - 2012 - 2e du championnat d'Espagne de poursuite par équipes - 2e du championnat d'Espagne de course aux points - 2e du championnat d'Espagne de l'américaine - 2018 - Champion d'Espagne de course aux points - 2e du championnat d'Espagne de l'omnium - 3e du championnat d'Espagne de poursuite individuelle - 3e du championnat d'Espagne du scratch - 2019 - 2e du championnat d'Espagne de poursuite individuelle - 2e du championnat d'Espagne de poursuite par équipes - 2e du championnat d'Espagne de course aux points - 2020 - Champion d'Espagne de poursuite individuelle - Champion d'Espagne de poursuite par équipes - 2e du championnat d'Espagne de poursuite par équipes - 2e du championnat d'Espagne de l'omnium - 2022 - 3e du championnat d'Espagne de poursuite individuelle - 2023 - 3e du championnat d'Espagne de poursuite par équipes - 3e du championnat d'Espagne de course aux points - 2024 - Champion d'Espagne du scratch - 3e du championnat d'Espagne de poursuite individuelle |  |

### Autres compétitions
- 2015-2016
  - 2e de la course aux points à Cali

## Palmarès sur route

### Par années
| - 2003 - 4e étape de la Rutas del Vino - 2004 - 3e étape du Tour de Carthagène - 2005 - 2e du Trophée Guerrita - 2e du Grand Prix Macario - 2e du Grand Prix de la ville de Vigo - 2010 - Champion d'Espagne du contre-la-montre amateurs - Classement général de la Ronde du Maestrazgo - 5ea étape du Tour de Tarragone (contre-la-montre) - 2011 - Champion de Murcie du contre-la-montre - 2e du championnat d'Espagne du contre-la-montre amateurs - 2012 - Champion d'Espagne du contre-la-montre amateurs - Champion de Murcie du contre-la-montre - 2015 - Champion de Murcie du contre-la-montre - 2018 - 2e du championnat d'Espagne du contre-la-montre amateurs - 2e du Tour de Salamanque | - 2019 - Champion de Murcie du contre-la-montre - Trofeo Virgen del Milagro - Gran Premio Poncemur - 1re étape du Tour de Salamanque - 2e étape du Tour de Valence (contre-la-montre) - 2020 - 2e du championnat d'Espagne du contre-la-montre amateurs - 2021 - Champion d'Espagne du contre-la-montre amateurs - Champion de Murcie du contre-la-montre - 1re étape du Tour de Guadalentín - 2022 - Champion d'Espagne du contre-la-montre amateurs - Champion de Murcie du contre-la-montre - 2023 - Champion d'Espagne du contre-la-montre amateurs - Champion de Murcie du contre-la-montre - 2024 - Champion d'Espagne du contre-la-montre amateurs - Champion de Murcie du contre-la-montre - 2e du Tour de Guadalentín |  |

### Classements mondiaux
| Année            | 2005 | 2006 | 2007 | 2008  | 2009      | 2010 | 2011 | 2012 | 2013 | 2014 | 2015 | 2016 |
| ---------------- | ---- | ---- | ---- | ----- | --------- | ---- | ---- | ---- | ---- | ---- | ---- | ---- |
| UCI America Tour |      |      |      |       |           |      |      |      |      | 310e |      |      |
| UCI Europe Tour  | 525e |      | 698e | 1 198 | 1 718741e |      |      |      |      |      |      |      |